# Buchegg (Adelsgeschlecht)

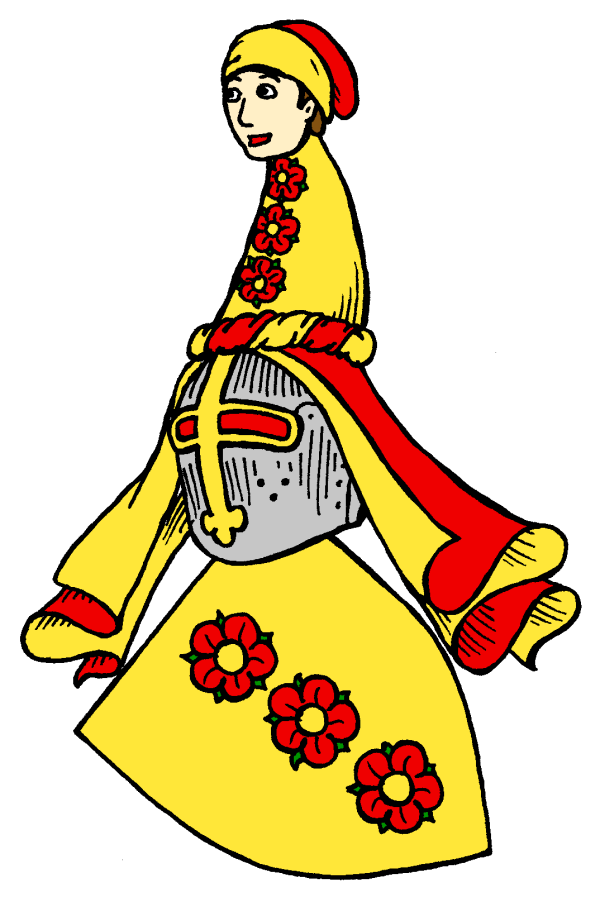
Wappen der Grafen von Buchegg.

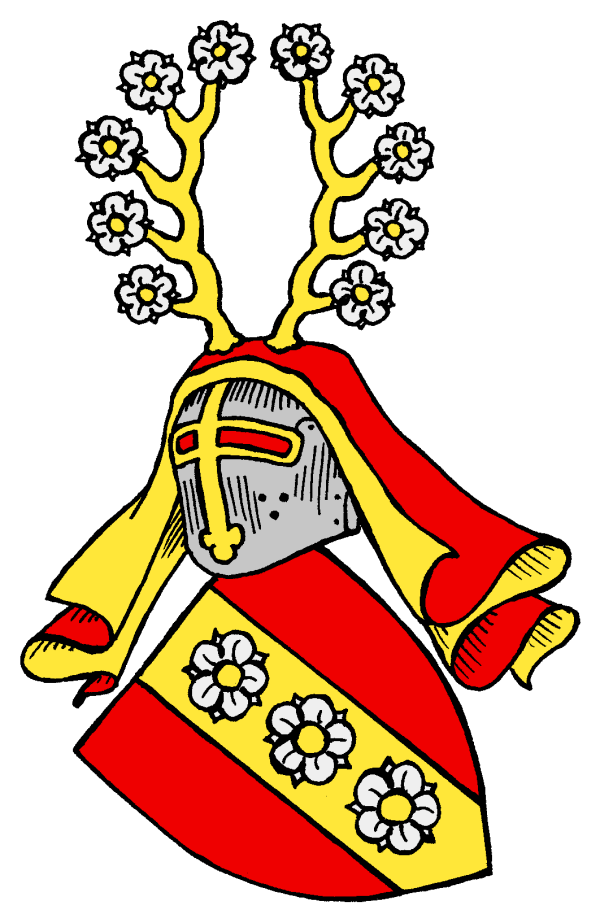
Zweite Form des Wappens der (Freiherren) von Buchegg.

Die Grafen von Buchegg waren eine Hochadelsfamilie, die über mehrere Generationen das Landgrafenamt über die Landgrafschaft Burgund im schweizerischen Mittelland ausübten. Sie hatten ihren Stammsitz auf einer Burg in der heutigen Gemeinde Buchegg im Kanton Solothurn. Ihre Herrschaft umfasste weite Teile des Bucheggbergs und des angrenzenden Limpachtals. Bemerkenswert sind die drei Brüder in der letzten Generation der Grafenfamilie: Dank Beziehungen von Hugo II. zur Kurie in Avignon kam Berthold an die Spitze des Fürstbistums Strassburg, Matthias wurde Erzbischof und Kurfürst von Mainz. Die Familie starb in der Mitte des 14. Jahrhunderts aus.

## Geschichte
Ab 1130 trat Hugo I. von Buchegg im Gefolge der Herzöge von Zähringen auf. Der ursprüngliche Sitz der Familie war vermutlich die Teufelsburg (Rüti bei Büren). Für das Jahr 1185 ist altes Eigengut der Buchegg in Cressier NE erwähnt. Dies könnte ein Indiz dafür sein, dass die Familie von den Zähringern aus der Westschweiz in den Oberaargau versetzt worden war. Der Besitz in der Gegend ihres späteren Stammsitzes am Bucheggberg, einer Burg an der Stelle des heutigen Buechischlösslis bei Kyburg-Buchegg, stellte keine geschlossene Herrschaft dar und wurde ihnen vermutlich von den Zähringern aus ursprünglich verstreutem Reichsgut übertragen. Die Grafen von Buchegg waren Kastvögte des St. Ursenstift in Solothurn, das 932 von der Burgunderkönigin Berta von Alamannien (* um 907; † nach 2. Januar 966) gegründet worden war.
Die beiden Brüder Arnold und Kuno, zum Gefolge der Zähringer gehörend, waren Söhne von Hugo I. Nach dem Aussterben der Herzöge 1218 suchten die Buchegg den Anschluss an das Grafenhaus Kyburg, als deren Dienstmann Peter I. (erwähnt ab 1218, † vor 1276) um 1253 bis etwa 1255 Schultheiss der Stadt Bern war. Ab der Mitte des 13. Jahrhunderts ist Peter I. als Landgraf von Burgund fassbar. Ob die Buchegg schon früher von den Zähringern als Statthalter in dieses Amt eingesetzt wurden, kann nur vermutet werden.
Peters Sohn Heinrich übernahm 1276, hier erstmals erwähnt, als Nachfolger der Edelknechte von Balmegg die Herrschaft Balmegg auf dem Gebiet der heutigen Gemeinde Balm bei Messen. Für das gleiche Jahr ist ein Landtag belegt, den er als Landgraf auf der Dingstätte Jegenstorf abhielt. Vermutlich auf Betreiben der Habsburger gab Heinrich 1313 das Landgrafenamt über Burgund an die Grafen von Neu-Kyburg. Heinrich wurde 1316 letztmals erwähnt, als er seinen abwesenden Sohn Hugo II. als Schultheiss in Solothurn vertrat. Er starb als Deutschordensritter 1320.
Der erste seiner Söhne, Graf Hugo II., trat die Laufbahn als Ritter an und diente 1301 König Albrecht I. von Habsburg in den Rheinlanden gegen die rheinischen Kurfürsten. 1306 nahm er an der Eroberung Böhmens teil, 1310 beteiligte er sich am Italienzug von König Heinrich VII. von Luxemburg, wofür er als Pfand den Reichszoll der Stadt Bern erhielt. Für weitere Kriegsdienste gab ihm Heinrich VII., nun Kaiser, kurz vor seinem Tod 1313 in Pisa als Pfand das Schultheissenamt von Solothurn. Hugo II. trat danach in die Dienste des Königs von Neapel, Robert von Anjou, genannt der Weise, und nahm 1316 an der Eroberung Genuas teil. Mit diesen Kriegsdiensten war Hugo II. der erste bedeutende Reisläufer aus Solothurn. Nach diesen Kriegszügen weilte er für längere Zeit am Hof von Papst Johannes XXII. in Avignon. Dies ermöglichte es ihm, als Fürsprecher seiner beiden Brüder deren geistliche Karriere zu fördern: sein erster Bruder Berthold wurde Fürstbischof von Strassburg, sein zweiter Bruder Matthias Erzbischof und Kurfürst von Mainz sowie Reichserzkanzler des Heiligen Römischen Reiches. Ab 1335 war Hugo II. Burger der Stadt Bern.
Hugo II. von Buchegg starb 1347. Mit ihm und seinen Brüdern erlosch die Grafenfamilie der Buchegg. Über seine Schwester Johanna von Buchegg kam die Herrschaft des Grafenhauses an Ritter Burkhard I. Senn von Münsingen, Herr zu Buchegg. Sein gleichnamiger Sohn wurde 1360 von Kaiser Karl IV. in den Freiherrenstand erhoben.
Dessen Tochter Elisabeth (III.) von Buchegg verkaufte 1391 die Herrschaft Bucheggberg – die Burg Buchegg selbst war 1383 im Burgdorferkrieg von den Grafen von Neu-Kyburg niedergebrannt worden – mitsamt dem Burgstall der Teufelsburg, Erbe ihres Vaters, der Stadt Solothurn. Diese richtete dort die Vogtei Bucheggberg ein, die bis 1798 bestand.
Mit Judenta von Buchegg stellte die Grafenfamilie auch eine der Äbtissinnen im Zisterzienserinnenkloster Fraubrunnen. Sie amtete dort von 1326 an und resignierte 1348.

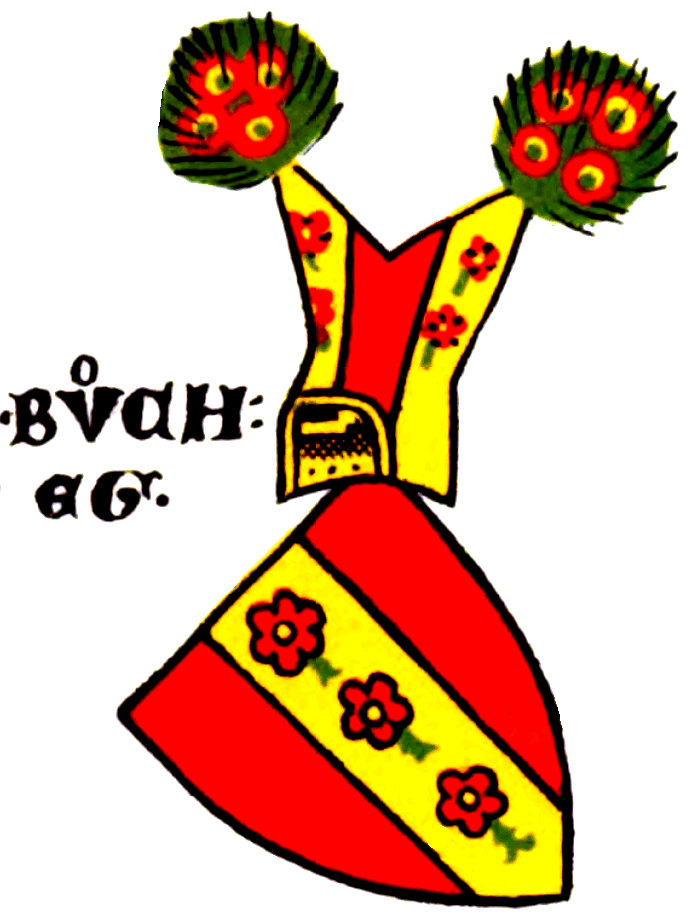
Wappen der Bucheg in der Zürcher Wappenrolle (ca. 1340)

## Wappen
Das Wappen der Grafen von Buchegg ist in zwei Varianten überliefert.
Blasonierungen:
1. In Gold pfahlweise drei rote Rosen. Als Helmzier ein wachsender Männerrumpf in Gold mit drei roten Rosen pfahlweise, roter Mütze und goldenem Stulp. Die Helmdecken sind aussen Rot, innen Gold.[7]
2. In Rot ein goldener Pfahl, belegt mit drei golden besamten silbernen Rosen mit silbernen Kelchblättern. Als Helmzier ein goldenes Hirschgeweih in Form eines Zehnenders, die Enden belegt mit den gleichen silbernen Rosen. Die Helmdecken sind aussen Rot, innen Gold.

Die zweite Form des Wappens übernimmt den Pfahl aus dem Stammwappen der Senn von Münsingen, die im roten Schild einen silbernen Pfahl und ein silbernes Haupt führten.

## Stammliste

### Grafen von Buchegg
1. Hugo I. (erw. 1130), Graf von Buchegg
  1. Arnold (erw. 1175–1180), Graf von Buchegg (comes de Bovccecca)
    1. Peter I. (erw. 1218; † 1276), Graf von Buchegg, Landgraf von Burgund (nach 1250), Schultheiss von Bern (1253)
      1. Ulrich (erw. 1243–1261), Graf von Buchegg
      2. Heinrich (erw. 1250; † 14. August 1320), Graf von Buchegg, Landgraf von Burgund ⚭ Adelheid von Neuenburg-Strassberg
        1. Hugo II. (erw. 1273; † 1347), Soldunternehmer, Schultheiss von Solothurn ⚭ 1. Margarita Galarda; ⚭ 2. 1337 Margarethe von Neuenburg
        2. Peter II. (erw. 1273–1288), Mönch im Benediktinerkloster Murbach
        3. Hartmann (erw. 1273)
        4. Elisabeth (II.) (erw. 1273–1341) ⚭ 1. Freiherr Ulrich II. von Aarburg († vor 1305); ⚭ 2. Graf Egino II. von Freiburg († 1317); ⚭ 3. ? von Klingen
        5. Berthold (erw. 1279; † 24. November 1353 in Molsheim), Ritter und Komtur des Deutschen Ordens, Bischof von Speyer und Strassburg
        6. Cuno II. (erw. 1302)
        7. Matthias (erw. 1303; † 9. September 1328 in Miltenberg, Beigesetzt im Dom zu Mainz), Mönch und Kustos in Murbach, Propst in Luzern, Erzbischof von Mainz und Reichserzkanzler des Heiligen Römischen Reichs
        8. Anastasia (erw. 1313–1362) ⚭ Ulrich III. von Signau (erw. 1313–1362)
        9. Judenta (erw. 1326; † 1348), Äbtissin von Fraubrunnen
        10. Johanna († vor 19. März 1338), Erbtochter ⚭ Burkhard I. Senn (erw. 1308; † vor 13. September 1337), Ritter, Begründer der Linie der Freiherren von Buchegg

      3. Elisabeth (I.) (erw. 1250–1302) ⚭ 1. 1276 Freiherr Heinrich von Jegenstorf (erw. 1276); ⚭ 2. 1282 Ritter Ulrich I. von Bubenberg (erw. 1267–1293), Schultheiss von Bern; ⚭ 3. vielleicht 1302 Heinrich Schriber von Solothurn

    2. Tochter ⚭ Walfried von Sumiswald

  2. Cuno I. (erw. 1180)

### Freiherren von Buchegg
Burkhard I. aus der Familie der Senn von Münsingen heiratete Johanna von Buchegg, die Erbtochter Heinrichs von Buchegg und begründete damit die Linie der Freiherren von Buchegg.
1. Burkhard I. Senn von Münsingen (erw. 1308; † vor 13. September 1337), Ritter ⚭ Johanna von Buchegg († vor 19. März 1338), Erbtochter
  1. Johann II. Senn von Münsingen (ca. 1308; † 30. Juni 1365 in Basel, beigesetzt im Münster).
  2. Konrad II. Senn von Münsingen (erw. 1337; † vor 10. Juni 1365), Propst von Moutier-Grandval
  3. Burkhard II. Senn von Münsingen (erw. 1337; † nach 10. Juni 1365), ab 1360 Freiherr von Buchegg ⚭ Agnes von Baden-Hachberg († um 1405), Tochter von Markgraf Rudolf II. von Hachberg-Sausenberg (* 1301; † 1352) und von Gräfin Katharina von Thierstein († 21. März 1385)
    1. Elisabeth (III.) von Buchegg (erw. 1365–1418) ⚭ 1. Henmann von Bechburg, (erw. 1371; † 15. November 1386 in der Schlacht bei Sempach), Ritter; ⚭ 2. nach 1418 mit Hans genannt Schulthess von Grünenberg (erw. 1406–1418), Junker und „zu Solothurn gesessen“[10]

#### Weitere Personen
- Franz Senn von Münsingen (erw. 1364; † 1398), Freiherr von Buchegg, Komtur von Köniz und Beuggen
- Heinrich von Buchegg, † vor 27. November 1380[11]

### Bedeutende Nachkommen
Anastasia von Signau, Tochter von Anastasia von Buchegg und Ulrich III. von Signau, wurde am 30. Dezember 1325 in Burgdorf mit dem Grafen Eberhard II. von Neu-Kyburg (* 1299; † 17. April 1357) verheiratet.
Aus der zweiten Ehe von Elisabeth (I.) von Buchegg mit Ulrich I. von Bubenberg stammte Ritter Johannes II. der Jüngere von Bubenberg (* 1291; † 1369/1370), der bedeutendste adelige Schultheiss des mittelalterlichen Bern.